# Will Magnay
Will Scott Magnay, né le 10 juin 1998 à Brisbane, au Queensland, est un joueur australien de basket-ball. Il évolue au poste de pivot.

## Biographie
Compte tenu de sa taille et de sa silhouette carrée, il a d'abord commencé à pratiquer le rugby.
Ce n'est qu'à l'âge de 14 ans que Wayne Larkins, son mentor de longue date, l'a emmené pour jouer au basket-ball. Ses compétences se sont développées à un rythme incroyable, il s'entraîne tous les jours pour apprendre de nouvelles techniques.

### Carrière universitaire
En octobre 2016, détenteur d'une bourse de l'Australian Institute of Sport, il entre à l'université de Tulsa en provenance du lycée de l'Australian Institute of Sport de Canberra. Entre 2016 et 2017, il joue pour les Golden Hurricane de Tulsa.

### Carrière professionnelle
Le 6 octobre 2017, Magnay quitte l'université pour commencer sa carrière professionnelle. Il revient sur sa terre natale en Australie où il signe un contrat de trois ans chez les Brisbane Bullets,. Le 13 octobre 2017, il participe à la rencontre de pré-saison NBA 2017 contre les Suns de Phoenix, il y a dispute quatre minutes et ne marque pas de points alors que son équipe s'incline 93 à 114. Ses débuts dans la NBL sont difficiles après avoir été diagnostiqué atteint de la fièvre glandulaire et avoir passé la majeure partie de la saison 2017-2018 sur le banc. Toutefois, il profite de cette pause comme une expérience d’apprentissage pour apprendre des meilleurs spécialistes du niveau professionnel. Il déclare ensuite : « La maladie évolue très bien et je sens que je me suis complètement rétabli.». Sur l'ensemble de la saison 2017-2018, il dispute six rencontres avec des moyennes de 2,2 points et 1,5 rebond en 6,3 minutes par match.
Le 21 juin 2018, il n'est pas sélectionné lors de la draft 2018 de la NBA.
Il poursuit son parcours à Brisbane pour la saison 2018-2019. Le 25 juin 2019, il est nommé joueur de la semaine avec des moyennes de 27 points, 9,5 rebonds et 2,5 contres avec 65 % de réussite aux tirs en deux matches.
Le 26 novembre 2020, il signe un contrat two-way avec les Pelicans de La Nouvelle-Orléans. Il est coupé le 12 avril 2021.
En février 2023, Magnay rejoint l'Obradoiro CAB, club du championnat espagnol.

## Statistiques

### Universitaires
| Saison    | Équipe | Matchs | Titul. | Min./m | % Tir | % 3pts | % LF | Rbds/m. | Pass/m. | Int/m. | Ctr/m. | Pts/m. |
| --------- | ------ | ------ | ------ | ------ | ----- | ------ | ---- | ------- | ------- | ------ | ------ | ------ |
| 2016-2017 | Tulsa  | 32     | 14     | 14,0   | 57,8  | 0,0    | 57,1 | 2,97    | 0,22    | 0,06   | 0,91   | 3,88   |
| Total     |        | 32     | 14     | 14,0   | 57,8  | 0,0    | 57,1 | 2,97    | 0,22    | 0,06   | 0,91   | 3,88   |

### Professionnelles
| Saison    | Équipe                     | Matchs | Titul. | Min./m | % Tir | % 3pts | % LF  | Rbds/m. | Pass/m. | Int/m. | Ctr/m. | Pts/m. |
| --------- | -------------------------- | ------ | ------ | ------ | ----- | ------ | ----- | ------- | ------- | ------ | ------ | ------ |
| 2017-2018 | Brisbane Bullets (AUS NBL) | 6      | 0      | 6,3    | 33,3  | 0,0    | 100,0 | 1,50    | 0,33    | 0,00   | 0,00   | 2,17   |
| 2018-2019 | Brisbane Bullets (AUS NBL) | 10     | 0      | 4,3    | 44,4  | 0,0    | 50,0  | 0,80    | 0,20    | 0,00   | 0,30   | 1,30   |

## Clubs successifs
- 2016-2017 :  Golden Hurricane de Tulsa (NCAA)
- 2017-2020 :  Brisbane Bullets
- 2020-avril 2021 :  Pelicans de La Nouvelle-Orléans (NBA)